# Падане на комунизма в Унгария
Комунистическото управление в Народна република Унгария приключва в края на 1989 година. Преходът към демокрация е един от най-гладките в революциите от 1989.

## Начало на промените
През 1988 Янош Кадар е сменен като генерален секретар на комунистическата партия. През февруари 1989 ЦК на партията приема по принцип принципа за многопартийност. През юни Имре Наги, който комунистите екзекутират няколко десетилетия преди това е реабилитиран и останките му са препогребани на 31-вата му годишнина от екзекуцията му в същата земя след погребение организирано частично от опоненти на комунистическия режим. През април 1989 е договорено постепенното изтегляне на съветските войски от Унграия.
Към края на 1988 активисти вътре в партийната бюрокрация и интелектуалци започват да засилват натиска за промени. Някои стават реформаторски настроени социалдемократи, докато други се ориентират към движения за създаване на нови партии. Младите либерали формират Федерация на младите демократи (Fidesz); ядро, от което така наречената Демократична опозиция оформя Алианс на свободните демократи (SZDSZ), а националната опозиция създава Унгарски демократичен форум (MDF). Гражданската активност достига ниво, които не са виждани от революцията от 1956 година.
Премахването на граничната мрежа между Унгария и Австрия през май 1989 година се смята за историческо събитие по време на Студената война. В късното лято на 1989 на национална кръгла маса се събират представители на стари партии. Същата година Парламентът приема „демократичен пакет“, който включва плурализъм в търговията, свобода на сдружаването, събиранията и пресата; нов избирателен закон. През октомври 1989 е извършена радикална промяна в конституцията. Същия месец е свикан последният конгрес на комунистическата партия и се преименува в Унгарска социалистическа партия (MSZP). На своя историческа сесия на 16–20 октомври 1989 Парламентът приема законодателство, даващо възможност за многопартийни парламентарни избори и директни президентски избори. Унгария се превръща от Народна република в Република Унгария, гарантирани са човешките и гражданските права и са създадени институционални условия за разделяне на съдебната, изпълнителната и законодателната власт. На 23 октомври, 33-тата годишнина от революцията от 1956, е разпуснат Президентският съвет. Председателят на парламента Mátyás Szűrös поема функцията на временно изпълняващ длъжността президент и официално обявява Република Унгария. Ревизираната конституция провъзгласява ценностите на буржоазната демокрация и демократичния социализъм и установява равенство между публичната и частната собственост.

## Първи свободни избори
Първите свободни избори се провеждат през май 1990 година и са един вид плебисцит на комунистическото минало. Възродената и реформирана комунистическа партия се представя зле, въпреки че има предимствата като управляваща. Популистките, дясно-центристки и либерални партии успяват да се представят най-добре с Демократичния форум (MDF) печелейки 43% от гласовете и Свободните демократи (SZDSZ) около 24%. При министър-председателя Йожев Антал Демократичния форум образува дясноцентристко коалиционно правителство с партията на Независимите дребни собственици (FKGP) и Християндемотратическата партия, за да получи 60 мнозинство в Парламента. Парламентарната опозиция включва SZDSZ, социалистите (MSZP) и Алианса на млади демократи (Fidesz).

## Край на съветската окупация
Между 12 март 1990 година и 19 юни 1991 съветски войски (Група Южна армия) напуска Унгария. Последните части командвани от генерал Виктор Силов пресичат Унгарско-украинската граница при Захони-Шап. Общия брой на съветски военни и цивилен персонал разположен в Унгария е около 100 000, като имат на разположение близо 27 000 единици въоръжение. Оттеглянето е извършено с помощта на 35 000 вагона. От 2001 година със специален указ на парламента 16 юни е обявен за национален мемориален ден в Унгария.